# William Parr, Marquês de Northampton

Brasão de Parr: Prata, duas barras azuis e uma borda gravada em zibelina

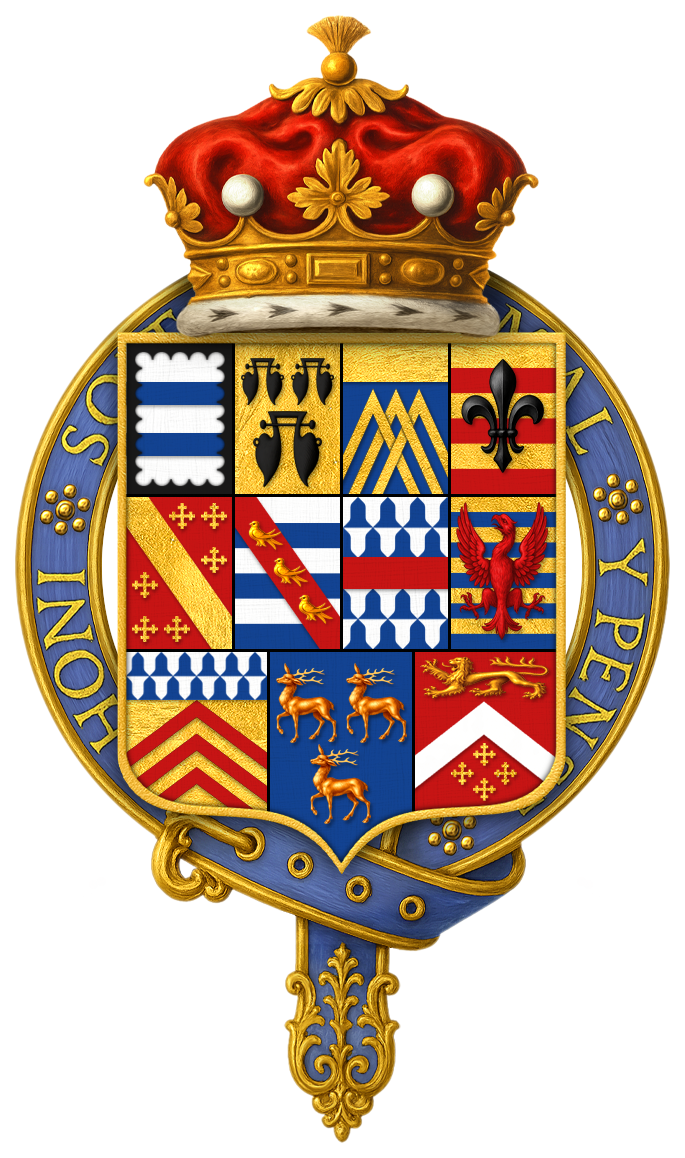
Brasão esquartejado de Sir William Parr, 1.º Marquês de Northampton, KG, exibindo sua ancestralidade

William Parr, Marquês de Northampton, Conde de Essex, 1.º Barão Parr, 1.º Barão Hart KG (14 de agosto de 1513 – 28 de outubro de 1571), foi o único irmão da rainha Catarina Parr, a sexta e última esposa do rei Henrique VIII . Ele era um "homem sincero, simples e direto, não astuto nem envolvido", cujo "deleite era a música e a poesia e seu exercício era a guerra", que foi coautor de um tratado sobre caça à lebre. Ele era favorecido por Henrique VIII e seu filho Eduardo VI, sob o qual foi o líder do partido protestante, mas tendo apoiado o desejo deste último de ser sucedido pela protestante Lady Joana Grey, foi conquistado pela meia-irmã católica de Eduardo, a rainha Maria I. Ele foi restaurado por sua meia-irmã protestante, a rainha Elizabeth I. Ele se casou três vezes, mas morreu sem descendência.

## Origens
Ele era o único filho e herdeiro do cortesão Sir Thomas Parr com sua esposa Maud Green , filha e co-herdeira de Sir Thomas Green. Sua irmã mais nova era Anne Parr (1515–1552), esposa de William Herbert, 1º Conde de Pembroke (c.1501–1570).

## Carreira
Ele era o "tio amado" do Rei Eduardo VI (na verdade, tio-padrasto, sendo irmão da madrasta do rei) e um dos homens mais importantes na corte de Eduardo, além de líder do partido protestante, especialmente durante o tempo de John Dudley, 1º Duque de Northumberland, como líder do governo. Parr serviu como Lorde Tenente em 1549 em cinco condados do leste (Cambridgeshire, Huntingdonshire, Bedfordshire, Northamptonshire e Norfolk), em Surrey em 1551, em Berkshire e Oxfordshire em 1552 e em Hertfordshire e Buckinghamshire em 1553. Ele serviu como Lorde Grande Camareiro de 1550 a 1553, função em que em 1551 recebeu Maria de Guise, Regente da Escócia, no Palácio de Hampton Court em nome do Rei.
Parr, e especialmente sua esposa, foram líderes na tentativa de colocar a protestante Lady Joana Grey (nora de Northumberland) no trono após a morte de Eduardo (como o rei desejava), no lugar da outra concorrente, sua meia-irmã, a católica romana Rainha Mary. Entretanto, sua tentativa falhou e, após a ascensão de Maria I em 1553, ele foi condenado por alta traição, foi preso e sentenciado à morte em 18 de agosto de 1553. No entanto, ele foi libertado poucos meses depois e, após a ascensão da rainha protestante Elizabeth I, seus títulos foram restaurados em 1559.  Ele se tornou Cavaleiro da Jarreteira novamente em 24 de abril de 1559.

## Casamentos
Ele se casou três vezes, mas não teve filhos:
- Primeiramente, em 9 de fevereiro de 1527 (com 13 anos) na capela do solar de Stanstead[5] em Essex, para Anne Bourchier, <i id="mwYg">suo jure</i> 7ª Baronesa Bourchier (falecida em 26 de janeiro de 1571), filha única e herdeira de Henry Bourchier, 2º Conde de Essex (falecido em 1540). A mãe de Parr gastou grandes somas para organizar o casamento, como ela observou em seu testamento.[6] Em 1542, ela fugiu dele, afirmando que "viveria como desejasse".[7] Em 17 de abril de 1543, o casamento foi anulado por uma Lei do Parlamento e todos os seus filhos "nascidos durante os casamentos entre Lord e Lady Parr"[8] foram declarados bastardos. Parr também obteve as terras de sua ex-esposa e foi nomeado Conde de Essex em 23 de dezembro de 1543. Ela faleceu apenas 9 meses antes de Parr, tendo recebido da Rainha Mary, após seu divórcio, algumas das antigas propriedades de seu pai.
- Em segundo lugar, em 1548, ele se casou com Elisabeth Brooke (1526–1565), filha de George Brooke, 9º Barão Cobham de Cobham Hall em Kent, com sua esposa Anne Bray. O casamento foi declarado válido em 1548, inválido em 1553 e válido novamente em 1558.

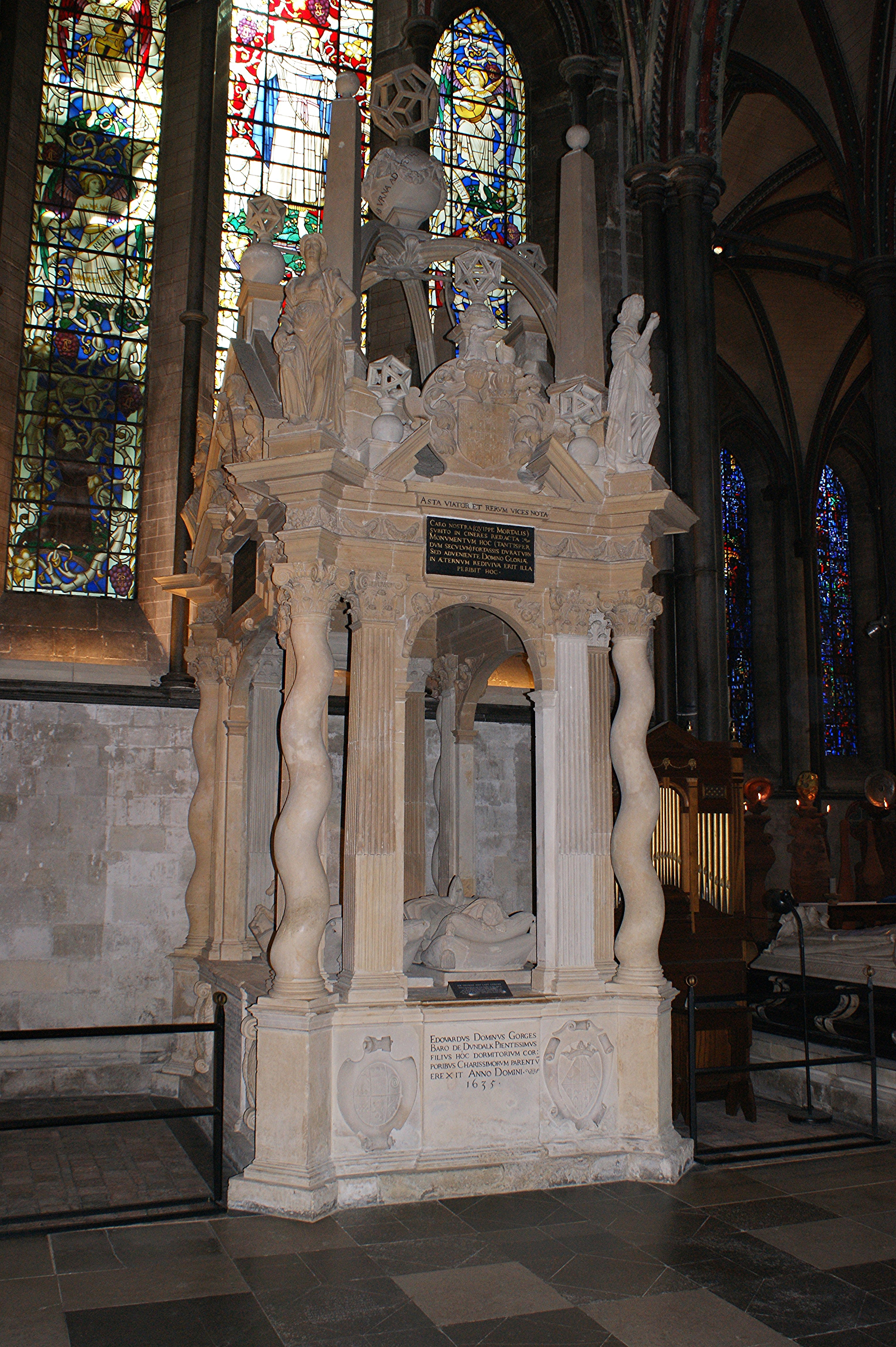
Monumento e efígies, na Catedral de Salisbury, Wiltshire, de Sir Thomas Gorges (1536-1610) do Castelo de Longford e sua esposa Helena Snakenborg (falecida em 1635), terceira esposa e viúva de William Parr, Marquês de Northampton

- Em terceiro lugar, em maio de 1571 (cinco meses antes de sua morte), ele se casou com Helena Snakenborg (falecida em 1635), Primeira Dama da Câmara Privada da Rainha Elizabeth I, que viera da Suécia para a Inglaterra em 1565 na comitiva de Cecília, Marquesa de Baden . Em 1580, ela se casou novamente com Sir Thomas Gorges (1536-1610) do Castelo de Longford em Wiltshire, de quem teve descendência, e foi enterrada com seu marido na Catedral de Salisbury, Wiltshire, onde sobrevive seu impressionante monumento com efígies reclinadas.[9]

## Morte e sepultamento

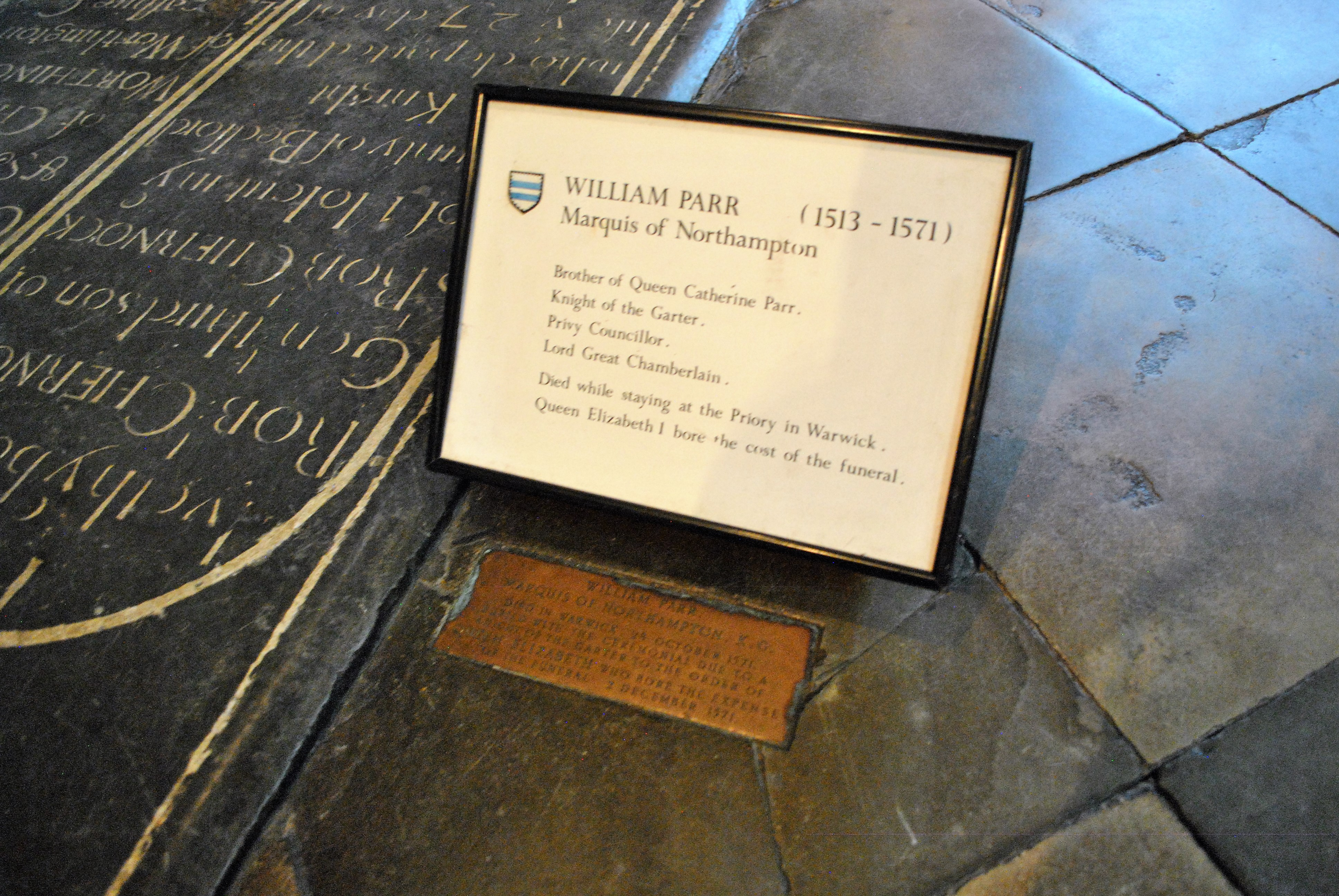
Pedra de contabilidade de William Parr, 1.º Marquês de Northampton, Igreja Colegiada de St Mary, Warwick

Ele morreu em 28 de outubro de 1571 no Priorado de Warwick, sem deixar descendentes, quando seu único título sobrevivente de Marquês de Northampton foi extinto. Ele foi enterrado no presbitério da Igreja Colegiada de Santa Maria, Warwick . A Rainha Elizabeth I pagou por seu funeral e sepultamento. Na lápide sobrevivente está inscrito: William Parr, Marquês de Northampton; Morreu em Warwick em 28 de outubro de 1571. [Sepultado] com o cerimonial devido [a um] Cavaleiro da Jarreteira da Ordem da Rainha Elizabeth, que arcou com as despesas do funeral, 2 de dezembro de 1571.